# Марси Рийс
Марси Берман Рийс (на английски: Marcie Berman Ries) e посланик на САЩ в България от 1 октомври 2012 г. замествайки отзования предсрочно Джеймс Уорлик. Магистър е по международна политика от Университета „Джонс Хопкинс“ в Балтимор, Мериленд. Дипломат с опит в Европа, Карибския басейн и Близкия изток и ключова фигури във външната политика на САЩ. Тя е специалист по националната сигурност и военно-политическата сфера.

## Биография
Начало на дипломатическата си кариера поставя през 1978 г. като политически съветник към мисията в Доминиканската република.
През 1984 г. е на работа в политическия отдел на посолството на САЩ в Анкара.
В периода 1986-1988 г. отговаря за връзките на Държавния департамент с Ватикана.
Между 1988 г. и 1990 г. оглавява бюрото по европейските военнополитически въпроси. Четири години работи като съветник в посолството на САЩ в Лондон, четири години заместник-политически съветник в мисията на САЩ в Европейския съюз в Брюксел и в мисията в Турция.
През 2001 г. е назначена за директор в бюрото по политически въпроси на ООН.
От 2003 до 2004 г. е ръководител на мисията в Бюрото на САЩ в Прищина, Косово.
От 2005 до 2007 г. Рийс е посланик в Албания. Там тя отделя особено внимание на борбата с организираната престъпност, корупцията и на търговията с хора.
От 2007 г. е политически военен съветник в Багдад.
През септември 2008 г. е назначена за помощник-секретар по ядрената и стратегическата политика в Държавния департамент на САЩ. По това време работи и по важни стратегически въпроси като отношенията на САЩ с Русия, споразуменията за неразпространение на ядрените оръжия и др.
Марси Рийс говори турски, испански и френски. Омъжена е за Чарлз Рийс, посланик на САЩ в Гърция в периода 2004 – 2007 г. Двамата се запознават като студенти. Чарлз Рийс работи в Ранд корпорейшън, американски стратегически изследователски център. Имат син и дъщеря.